# Операция Moonshot
Операция Moonshot е програма на правителството на Обединеното кралство за въвеждане на масово тестване за COVID-19 в Англия в един и същи ден като начин да се даде възможност за провеждане на големи събирания на хора в страната, като същевременно се запази контролът върху вируса. Според British Medical Journal програмата има за цел до 2021 г. да се извършват по 10 милиона теста на ден.
Програмата предизвиква безпокойство заради очакваните разходи – 100 млрд. паунда според изтекъл правителствен документ, което е около три четвърти от общите годишни разходи на NHS Англия. Освен това статистиците предупредиха, че предвид неточностите, присъщи на всеки тест, масовите тестове в такъв мащаб могат да доведат до стотици хиляди фалшиви положителни резултати на ден, което ще доведе до това, че на много голям брой хора ще бъде казано, че са заразени, а те не са.
На 22 октомври 2020 г. беше съобщено, че проектът е „включен“ в програмата на NHS „Тест и проследяване“, ръководена от Дидо Хардинг. От април 2021 г. Обединеното кралство продължава да поставя особено голям акцент върху масовия скрининг с помощта на тестове за латерален поток, които се предлагат като комплекти за домашно ползване.

## Описание
Тестът, предложен за програмата, разчита на разработването на нова технология за проби от слюнка или тампон, която да дава положително или отрицателно показание в рамките на минути, вместо да изисква анализ в лаборатория – процес, който може да отнеме няколко дни. По този начин медиите, включително Sheffield Telegraph, го описват като подобен на тест за бременност. Предвижда се, че с предоставянето на подобен тест ще се премахне необходимостта хората да пътуват до център за тестване, което може да изисква продължително пътуване. Към момента на пускането на пазара единствената доказана световна технология за тестване на COVID-19 по това време се основаваше на PCR.

## Структура
Операцията е в рамките на отговора на Министерството на здравеопазването и социалните грижи на Обединеното кралство (DHSC) на COVID-19. Първоначално тя е била отделна правителствена програма, но в крайна сметка е включена в националната програма на NHS T&T. В рамките на операцията бяха създадени редица полунезависими екипи, които да разработват и оценяват технологиите на COVID-19, които по това време бяха основно експериментални и недоказани.
Задачата на всеки екип беше да създаде и развие една единствена форма на изпитване на COVID-19. Всеки от екипите имаше академичен ръководител и се фокусираше върху разработването на една-единствена технология – директна LAMP, LAMPore, масспектометрия, RNA LAMP, PCR в точката на медицинска помощ, тестове с латерален поток с машинно отчитане и тестове с латерален поток без машинно отчитане или бързи тестове.
Плановете за триаж и оценка на машинно базираните технологии бяха ръководени от TVG (Група за техническо валидиране) на правителството на Обединеното кралство, а на немашинно базираните технологии – от Надзорната група на COVID-19 с участието на Public Health England, National Health Service, академични/научни съветници и DHSC.
Разработката на LAMP се ръководи от професор Кийт Годфри от Университета в Саутхемптън.
Oxford Nanopore разработи технология, наречена LAMPore. С тях е сключен договор за предоставяне на милиони тестове, базирани на нов метод за тестване, наречен LAMP (Transcriptase Loop Amplification), който в момента се разработва; надяваме се, че тези тестове ще могат да предоставят резултат за по-малко от час. Правителството е платило и 323 млн. лири стерлинги за 90 млн. комплекта за 20-минутни тестове със слюнка, химикали и 600 машини „Genie HT“, произведени от OptiGene, компания със седалище в Хоршам, Съсекс.

## История
Проектът е обявен на брифинг на Даунинг стрийт от Борис Джонсън, британския министър-председател, на 9 септември 2020 г. Джонсън предположи, че масовото тестване ще бъде начин да се даде възможност на спортните и развлекателните заведения да отворят отново след затварянето им в началото на пандемията, както и за възможността хората да се съберат за коледни партита. Дотогава учените използваха тестове, за да идентифицират хората, които дават положителен резултат за вируса, но Джонсън очерта това, което той описа като "подхода „Moonshot“" – тест, който ще покаже хората, които са отрицателни и не представляват потенциален риск за другите, като по този начин ще им даде „пропуск за свобода“ да посещават събития и да се събират с други хора „по начин, характерен за преди появата на ковида“. Беше обявена пилотна схема за събития на закрито и открито в Салфорд, Голям Манчестър, която ще започне през октомври, като след това се планира въвеждането ѝ на национално ниво. По това време обаче не беше ясно какъв тип тестове биха могли да се използват за масовото тестване, въпреки че беше ясно, че то може да включва или откриване на вирусни антигени с помощта на латерален поток, или изотермична амплификация с обратна транскрипционна верига. На 18 август по искане на министрите от Министерството на здравеопазването и социалните грижи на Обединеното кралство, от Public Health England Porton Down и Оксфордския университет беше поискано да разработят инфраструктурата за клинични изследвания и оценка, необходима за идентифициране на най-обещаващите устройства с латерален поток и най-добри характеристики на работа.
Около седмица преди изявлението на Джонсън държавният секретар по здравеопазването Мат Ханкок обяви, че правителството ще предостави финансиране на стойност 500 млн. паунда за разработването на тест от слюнка, който ще дава резултат в рамките на 20 минути. Такива тестове ще се използват на работните места и в местата за отдих, за да се проверяват редовно влизащите в обекта. Целта на програмата е до 2021 г. да се предоставят 10 милиона теста на ден, което ще позволи всяка седмица да се тества цялото население на Обединеното кралство, като за улесняване на обществения достъп до тестовете ще се използват кабинетите на личните лекари и аптеките.
Няколко фирми от частния сектор се включиха в програмата, включително GSK за предоставяне на тестове, AstraZeneca за лабораторен капацитет, както и Serco и G4S за съхранение и логистика. Един от съветниците на правителството по въпросите на бързите тестове е харвардският епидемиолог Майкъл Мина, който предложи подобна „лунна снимка“ в Съединените щати.
Към 13 октомври 2020 г. пилотната схема в Салфорд, която първоначално е предвиждала редовно тестване на всички 254 000 жители, е била значително намалена, като правителствени източници твърдят, че сега тя ще бъде „фокусирана върху високорискови среди и групи“, като тестване ще се предлага на жителите „в някои райони с висока гъстота на обитаване“. На 19 октомври 2020 г. правителството обяви началото на пилотен проект за тестове LAMP и латерален поток за асимптоматичен персонал в болниците в Манчестър, Саутхемптън и Бейсингсток, като „училищата, университетите и домовете за грижи в най-засегнатите региони“ ще бъдат последвани на по-късна дата.
На 22 октомври 2020 г. беше съобщено, че операция „Moonshot“ е била и „включена“ в програмата NHS Test and Trace (NHSTT), ръководена от Дидо Хардинг. В юридическо писмо на правителствените юристи, отговарящо на предложението на проекта „Добро право“ да се проверят сумите на държавните пари, изплатени на частни изпълнители, се казва "Предложението, посочено в информационния пакет на проекта Moonshot, е разработено заедно със съществуващата програма NHS Test and Trace на Министерството на здравеопазването и социалните грижи (DHSC). Одобреният „основен“ бюджет на NHSTT е приблизително 12,1 млрд. Същността на предложението, посочено в информационния пакет за проекта „Moonshot“, оттогава е включена в NHSTT, което отразява бързо променящите се и постоянно еволюиращи изисквания на политиката в областта на изпитванията. То се нарича част от програмата за „масово изпитване“ на NHSTT." Обявените планове за масово тестване предвиждат ежеседмично тестване на до 10 % от населението на Англия, като се използват милиони 30-минутни комплекти за слюнка, произведени от компанията Innova, „за да се подпомогне контролът на локални огнища“. Местните директори по обществено здраве ще имат „право да получават седмично брой тестове, съответстващ на 10% от населението им“.
На 5 ноември 2020 г. „Гардиън“ съобщи, че бързите тестове за слюнка „Direct RT-Lamp“, произведени от OptiGene и използвани в пилотното изпитване в Салфорд и Манчестър, са идентифицирали само 46,7 % от инфекциите, което означава, че в реални условия на повече от половината заразени ще бъде погрешно казано, че са без вирус. Цитиран е учен от DHSC, който казва: "Неправилно е да се твърди, че тестовете са с ниска чувствителност, тъй като неотдавнашният пилотен проект показа обща техническа чувствителност от близо 80 %, която нараства до над 96 % при лица с по-висок вирусен товар, което ги прави важни за откриване на лица в инфекциозен стадий. Предизвикателството сега е да се разберат причините за разликата в заявената чувствителност в една оценка спрямо тези в множество други.

## Приемане
Съобщението бързо привлече вниманието на учени и здравни експерти, които изразиха съмнението си дали тестването на няколко милиона души дневно с бърза реакция е постижимо с капацитета на лабораторията, какъвто беше по това време. Сър Патрик Валанс, главен научен съветник на правителството, заяви, че би било „напълно погрешно да се приеме, че това е нещо, което със сигурност може да се осъществи“, докато д-р Джени Харис, заместник главен лекар на Англия, заяви, че успехът на програмата ще зависи от начина, по който тя ще бъде изпълнена.
Политиците от опозицията, включително Джонатан Ашуърт, държавен секретар в сянка по въпросите на здравеопазването, поставиха под въпрос осъществимостта на програмата, когато системата вече се бори да се справи с обема на изискваните от нея тестове. В отговор на опасенията Грант Шапс, държавен секретар по транспорта, заяви, че технологията за внедряване на системата все още не съществува.

### Опасения относно приватизацията на програмата и разходите
На 10 септември 2020 г. British Medical Journal цитира изтекъл документ, в който се прогнозира, че процесът ще струва 100 млрд. паунда – сравнително близо до 130 млрд. паунда общи годишни разходи на NHS England. Фактът, че плановете изглежда включват значителна част от тази сума да бъде платена на частни предприятия, предизвика коментари. Деви Сридхар (Единбургски университет) заяви: „Има основание да се дадат допълнителните милиарди на NHS и да се поиска от нея да постигне резултати. Имам опасения относно тръжната процедура за тези договори. Процесът на възлагане на обществени поръчки не е ясен и дава възможност на много хора да забогатеят от тази криза.“ Антъни Костело, бивш директор на Световната здравна организация, говори в Twitter за „разхищение/корупция в космически мащаб“. Мартин МакКий, професор по европейско обществено здраве в Лондонското училище по хигиена и тропическа медицина, се зачуди какъв ще бъде парламентарният контрол върху разходите.
Учени от университетите в Глазгоу, Сейнт Андрюс и Нюкасъл, пишейки в Journal of the Royal Society of Medicine, заявиха, че решението за отделяне на местните служби за обществено здраве и общопрактикуващите лекари от системата за тестване в частния сектор е довело до „забавен контрол на епидемиите“, като добавиха "Въпреки недостатъците на тази до голяма степен частна, силно централизирана система за тестване и проследяване на НЗС, беше съобщено, че правителството възнамерява да разшири тестването, за да осигури ежеседмично тестване на цялото население. С „Делойт“ и множество търговски дружества са сключени договори за провеждането им в рамките на операция „Moonshot“ – план за увеличаване на броя на тестовете до 10 милиона на ден на стойност 100 милиарда лири – 70 % от годишния бюджет на NHS за Англия. ... Призоваваме правителството на Уестминстър да прекрати приватизацията на тестовете и да възстанови и инвестира в първичната медицинска помощ, общественото здраве и лабораторните услуги на NHS, както и да пренасочи ресурсите от настоящите частни програми за тестване обратно към местната първична медицинска помощ, местните лаборатории на NHS и местния сектор на общественото здраве." Проектът „Добро право“ инициира съдебни действия срещу правителството, като твърди, че програмата е незаконна, тъй като "включва потенциално огромни частни договори, които може да не са били предмет на търг, и нарушава собствените правила на правителството за съотношението между качество и цена.
В консенсусно становище от 31 август 2020 г. собствената Научно-консултативна група за извънредни ситуации (SAGE) на правителството заяви, че е важно "да се гарантира, че всяка програма за масово тестване осигурява допълнителна полза в сравнение с инвестирането на еквивалентни ресурси в: i) подобряване на скоростта и обхвата на NHS Test and Trace за симптоматични случаи [...] и ii) степента на самоизолация и карантина за тези, които имат положителен тест (понастоящем се оценява на <20% напълно придържащи се)"; тя добави, че „масовото тестване може да доведе до намаляване на предаването само ако лицата с положителен тест бързо предприемат ефективна изолация“. Мартин МакКий заяви, че програмата „се фокусира само върху една част от проблема - тестването, и не казва нищо за това какво ще се случи с положителните резултати, което е особено обезпокоително, като се има предвид ниският дял на тези, които спазват съветите да се изолират – отчасти поради липсата на подкрепа, която им се предлага“. В отговор на запитванията правителството заяви, че досега са отпуснати 500 млн. лири стерлинги и че окончателните разходи все още не са известни.

### Опасност от фалшиви положителни резултати при масово тестване
Друг въпрос, повдигнат от статистици като Дейвид Шпигелхалтер (Университет в Кеймбридж), е, че масовото тестване е известно с това, че генерира фалшиви положителни резултати. Професор Джон Дикс (Университет на Бирмингам, Кохрейн) заяви, че дори ако един тест постигне много добра специфичност от 99 %, което означава, че само 1 % от здравите хора ще бъдат погрешно определени като заразени, тестването на цялото население на Обединеното кралство ще доведе до това, че на над половин милион души ще бъде съобщено, че трябва да се самоизолират, заедно с техните контакти. Според изчисленията на Дикс броят на фалшиво положителните резултати може да се окаже по-голям от броя на действително заразените хора в съотношение 1000 към 1. В документ, публикуван от SAGE, се посочва, че програмата може да доведе до това 41 % от населението на Обединеното кралство да се самоизолира ненужно в рамките на шест месеца поради фалшиво положителни резултати, и се предупреждава за потенциално затваряне на училища и загуба на заплати на работници поради неверни резултати от тестовете. На 11 септември 2020 г. тези опасения бяха подкрепени от Кралското статистическо дружество, което в писмо до The Times предупреди, че планът „изглежда не отчита основни статистически въпроси“ и рискува да „причини лични и икономически вреди на десетки хиляди хора“.

### Опасност от фалшиво отрицателни резултати при домашното тестване
През април 2021 г. Анджела Рафъл и Майк Джил в British Medical Journal наричат подхода на Обединеното кралство за масов скрининг „погрешна политика, която едва ли ще намали предаването на инфекцията“, като твърдят, че хората могат да се „изкушат“ да използват домашни комплекти, вместо да преминат към по-чувствителния PCR тест, което ще ги остави „фалшиво успокоени“.

### Експертиза
Академичните среди, които видяха изтеклите документи, изразиха загриженост относно очевидната липса на принос „от учени, лекари и експерти в областта на общественото здраве и тестването и скрининга“. На 11 септември 2020 г. в. „Гардиън“ съобщи, че плановете не са били консултирани с Националния скринингов комитет, който обикновено съветва правителството и НЗС по „всички аспекти на скрининга на населението“. Алисън Полок (Университет Нюкасъл) заяви, че намира това за неразбираемо, тъй като са налице много експерти от Обединеното кралство. Джон Дикс добави: „Има огромна причина за безпокойство, че в документите не се вижда никакъв експертен опит в областта на скрининга. Те са написани от консултанти по управление.“